# Wu San-kuej
Wu San-kuej (čínsky 吳三桂, pinyin Wú Sānguì; 1612 – 2. října 1678) byl generál říše Ming, roku 1644 přešel na stranu mandžuské dynastie Čching a podílel se na jejím dobytí Číny. Roku 1655 obdržel vládu nad provincií Jün-nan v jihozápadní Číně, o sedm let později i nad provincií Kuej-čou. Později rozšířil svůj vliv i na provincie Chu-nan, S’-čchuan, Kan-su a dokonce Šen-si. Na pokus čchingské vlády o jeho odvolání z roku 1673 reagoval vyhlášením nezávislosti a v březnu 1678 se dokonce prohlásil císařem nové dynastie Čou. O půl roku později onemocněl a zemřel. Nastoupil po něm jeho vnuk Wu Š'-fan.

## Život

### Mingský generál
Narodil se v Kao-jou v provincii Ťiang-su. Pod patronátem otce a strýce, generálů Wu Sianga a Cu Ta-šou, rychle postupoval k vysokým vojenským hodnostem. Byl jedním z velitelů mingské armády poražené Mandžuy v bitvě u Sung-ťin roku 1640.

### Přechod k Čchingům
Roku 1644 Wu otevřel brány Velké čínské zdi v Šan-chaj-kuanu, aby propustil mandžuskou armádu, s jejíž pomocí hodlal potřít povstalecká vojska Li C'-čchenga, která předtím dobyla Peking.
Koalice Mandžuů a nyní již bývalých mingských vojsk rychle obsadila Peking i severní Čínu a vládce Mandžuů Šun-č', císař dynastie Čching, se stal čínským císařem.
Wu byl odměněn udělením titulu kníže z Pching-si (平西王, titul kníže – wang – byl jen zřídka udělován mimo císařskou rodinu) a přidělením provincie Jün-nan jako údělu, poté co odtud vyhnal mingské stoupence. Wu San-kuejův syn, Wu Jing-siung (吳應熊) se oženil se čtvrtou dcerou předešlého čchingského císaře Chung Tchaj-ťiho.
Neměl důvěru na císařském dvoře, ale byl schopný vládnout svěřenému údělu s malými nebo žádnými zásahy ze strany císařského dvora, a to především proto, že Mandžuové, potřebovali dosti dlouhou dobu na stabilizaci vlády ve svých rukou. Ve skutečnosti byl jako polonezávislý vládce na dalekém jihozápadu považován čchingským dvorem za užitečného a dostával masivní roční dotace od centrální vlády. Tyto peníze a dlouhé období stability, využil pro konsolidaci svého vojska, v rámci přípravy na eventuální střet s Čchingy. Postupem doby rozšířil svou moc i na Kuej-čou, Chu-nan, S’-čchuan, Kan-su a dokonce Šen-si.

### Nezávislý vládce
Roku 1673 nový císař Kchang-si rozhodl o odvolání Wu San-kueje a dalších dvou mocných údělných knížat, Keng Ťing-čunga ve Fu-ťienu a Šang Kche-siho v Kuang-tungu. V důsledku toho se všichni tři vzbouřili a začala osmiletá občanská válka známá jako Vzpoura tří feudálů, přičemž Wu se prohlásil „nejvyšším vojenským velitelem celé země“ (Tchien-sia tou-čao-tchao ping-ma ta-jüan-šuaj, 天下 都 招讨 兵马 大元帅). V březnu 1678 šel ještě dál a prohlásil se císařem nové dynastie Čou a vyhlásil éru Čao-wu (昭武). Sídlil v Cheng-čou (衡州, nyní Cheng-jang) v Chu-nanu. Onemocněl a zemřel v říjnu 1678. Jeho vnuk Wu Š'-fan převzal vládu. Zbytky čouské armády byly poraženy krátce poté v prosinci 1681 a Wu Š'-fan spáchal sebevraždu.